# BMW K 75

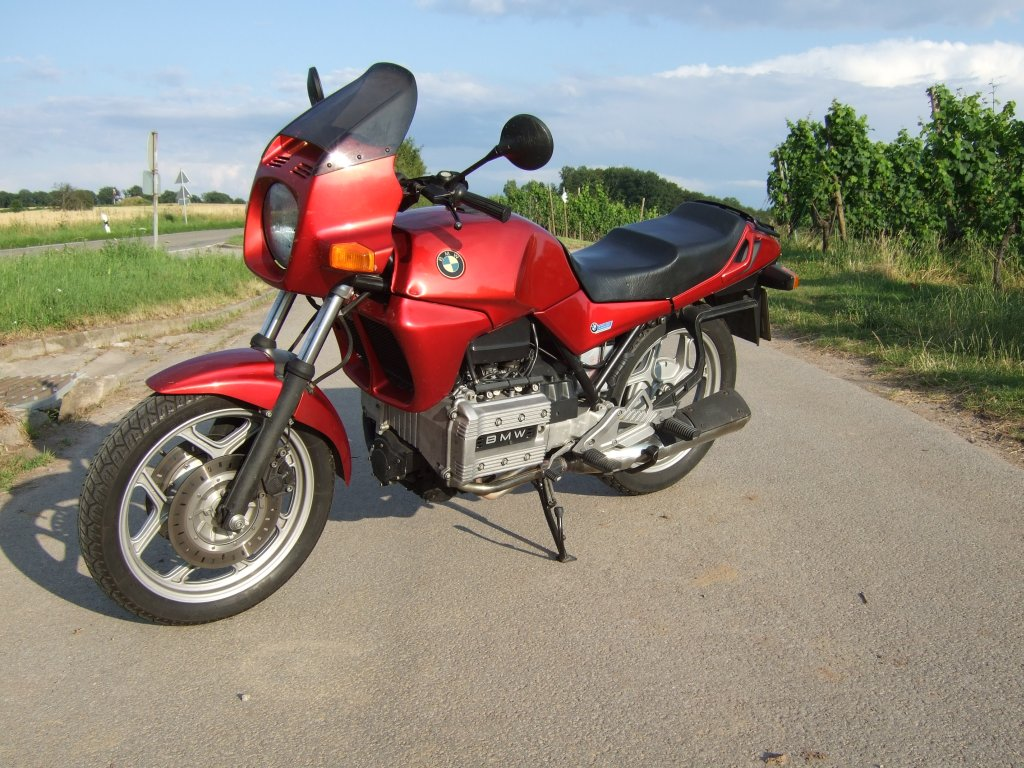
K 75 C von 1986

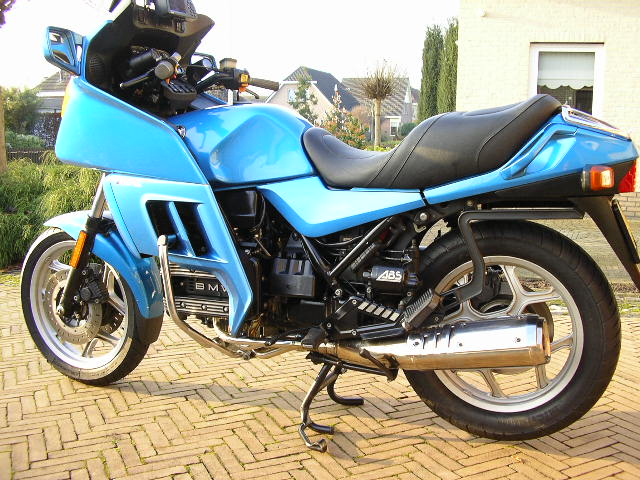
K 75 RT von 1994 in seidenblau

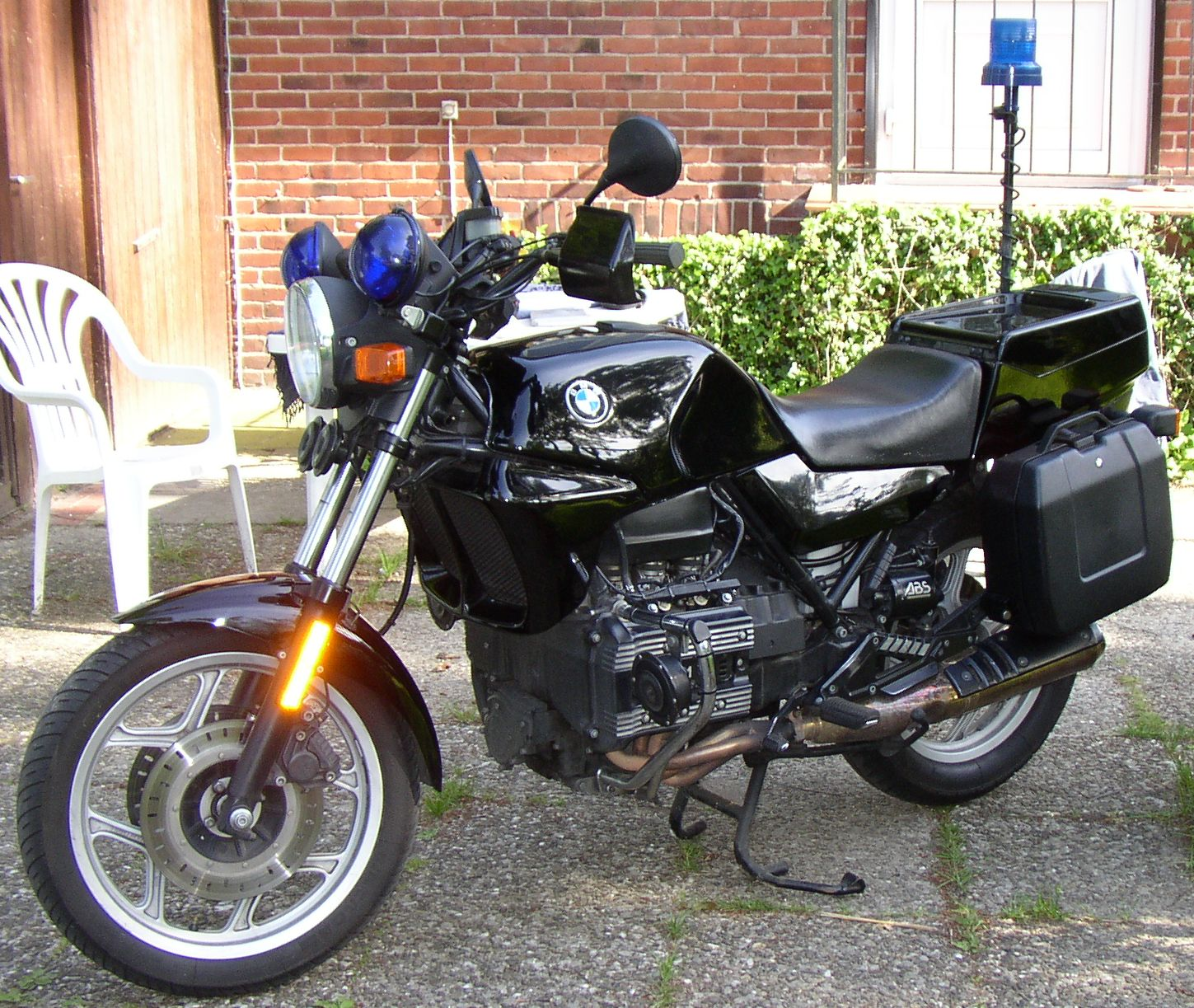
K 75 von 1996 der Feldjäger Eskortenstaffel

Die BMW K 75 war eine Motorradbaureihe von BMW mit Dreizylinder-Reihenmotor und 740 cm³ Hubraum, die von 1985 bis 1996 gebaut wurde. Technisch und optisch basierte die K 75 auf der schon zwei Jahre älteren K 100 mit Vierzylindermotoren.
Um die Vibrationen auszugleichen, wurde der um einen Zylinder reduzierte K-75-Motor mit einer Ausgleichswelle ausgestattet. Im Gegensatz zu vielen anderen Motorrädern, bei denen Kupplung und Schaltgetriebe im Motorblock mit untergebracht sind (Blockmotor), waren bei der K 75 Motor und Getriebe, wie auch in Pkw üblich, voneinander getrennt.
Der Motor mit einer Leistung von 55 kW (75 PS) bei 8500/min hat zwei Ventile pro Zylinder. Im Gegensatz zu den Vierzylindermodellen, die als BMW K1 ab 1988 mit Mehrventiltechnik versehen waren, wurde die K 75 damit nicht angeboten. Wegen ihrer Zuverlässigkeit setzten viele Bundesländer die K 75 RT im Polizeidienst ein, auch die Bundeswehr hatte bis 2004 die K 75 als Eskortenmotorrad bei den Feldjägern im Einsatz.

## Varianten
- BMW K 75, Basisvariante ohne Verkleidung. Gebaut von 1/1987 bis 9/1996
- BMW K 75 C, Basisvariante mit kleiner, lenkermontierter Verkleidung. Gebaut von 8/1985 bis 12/1988
- BMW K 75 S, sportlich ausgelegte Variante mit kleiner Halbschalenverkleidung. Gebaut von 1/1986 bis 9/1996
- BMW K 75 T, Tourenvariante für die USA. Gebaut von 2/1986 bis 1987
- BMW K 75 RT, Tourenvariante für den Rest der Welt. Gebaut von 4/1991 bis 12/1996

## Technische Daten
BMW K 75 C, Modelljahr 1986

### Motor
- Hubraum: 740 cm³
- Leistung: 55 kW / 75 PS bei 8500/min
- Zylinder: 3
- 2 Ventile je Zylinder
- Bohrung × Hub: 67 mm × 70 mm
- Verdichtung: 11 : 1
- Wassergekühlter Dreizylinder-Viertakt-Reihenmotor, längs liegend eingebaut
- elektronische Einspritzung (Bosch LE-Jetronic)

### Fahrwerk
- Gitterrohrrahmen, mittragender Motor
- vorn Teleskopgabel mit hydraulischen Stoßdämpfern und 185 mm Federweg
- hinten BMW Monolever-Einarmschwinge mit Kardanantrieb, 110 mm Federweg
- Leichtmetall-Gussräder; Felgengröße vorn 2,50 × 18, hinten 2,75 × 18
- vorn Doppelscheibenbremsen 285 mm, hinten Trommelbremse (Einscheibenbremse bei K 75 S, K75 RT)

### Maße und Gewichte
- Gewicht vollgetankt: 227 kg
- zulässiges Gesamtgewicht: 450 kg
- Tankinhalt: 21 l
- Höchstgeschwindigkeit: 200 km/h